# Gli assassini del Graal
Gli assassini del Graal (in inglese The Grail Murders), scritto da Paul Doherty, è il terzo della serie di romanzi gialli, in cui le indagini sono svolte da Roger Shallot con l'aiuto di Benjamin Daunbey, nipote del potente cardinale Thomas Wolsey.

## Trama
Nell'Inghilterra del 1522 il monaco benedettino dell'abbazia di Glastonbury Nicholas Hopkins rinviene un antico ed enigmatico manoscritto: secondo l'interpretazione del monaco quelle pagine indicano i luoghi dove si trovano il Santo Graal e la leggendaria spada Excalibur. Molti sono sulle tracce di questi inestimabili reliquie, tra cui la setta dei Cavalieri Templari, ormai sciolta da tempo, ma che segretamente continua a riunirsi e a praticare i propri riti.
Anche Enrico VIII, ansioso di sancire la legittimità delladinastia dei Tudor, aspira al loro possesso.
Spetta a Benjamin Daunbey, nipote del cardinale Wolsey, e al suo aiutante Roger Shallot trovare i due tesori per conto della Corona. Durante il loro percorso una vecchia strega preannuncia morti per fuoco, per ferro, per corda, per acqua e la serie di omicidi che attende i protagonisti sembra rispettare questo schema.

## Personaggi storici citati
Riccardo III, Enrico VII, Arturo Tudor, Enrico VIII, Caterina d'Aragona, Maria Tudor, Elisabetta I, Caterina Howard, Francesco I, William Shakespeare, Thomas Wolsey, Solimano il Magnifico, Maria Stuarda, Tommaso Moro, Edoardo VI, Caterina de' Medici, Edward Stafford, Thomas Cromwell, Nostradamus.